# Jungfruholmarna, Helsingfors
Jungfruholmarna (finska: Neitsytsaaret) är öar i Finland. De ligger i Finska viken och i kommunen Helsingfors i landskapet Nyland, i den södra delen av landet. Öarna ligger omkring 12 kilometer öster om Helsingfors.
Arean för den av öarna koordinaterna pekar på är 0,9 hektar och dess största längd är 140 meter i sydväst-nordöstlig riktning. Ön höjer sig omkring 10 meter över havsytan.